# NGC 5803
NGC 5803 (другие обозначения — NPM1G -13.0470, PGC 53609) — галактика в созвездии Весы.
Этот объект входит в число перечисленных в оригинальной редакции «Нового общего каталога».